# نیو سانتا فی (ایندیانا)
نیو سانتا فی (به انگلیسی: New Santa Fe) یک منطقهٔ مسکونی در ایالات متحده آمریکا است که در شهرستان میامی، ایندیانا واقع شده‌است. نیو سانتا فی ۲۴۴٫۱۵ متر بالاتر از سطح دریا واقع شده‌است.